# 凤冠裸鼻雀
凤冠裸鼻雀（学名：Stephanophorus diadematus），是雀形目唐纳雀科的一种鸟类，属于单型的凤冠裸鼻雀属（学名：Stephanophorus）。
凤冠裸鼻雀体重约35.4克，翼长约98.2毫米，喙宽度约6.4毫米，喙厚度约7.5毫米，嘴峰长约14.1毫米，跗蹠长约23.2毫米，尾长约81.2毫米。
凤冠裸鼻雀具有部分的迁徙性，栖息在森林，它们是植食性动物，主要以植物的果实为食。它们分布在巴拉圭至巴西东南部、乌拉圭和阿根廷东北部。